# Адель Танкова
Адель Танкова (івр. אדל טנקובה: 22 травня 2000, Дніпропетровськ, Україна) — ізраїльська фігуристка, зараз виступає в танцях на льоду.
Вона представляла свою країну на зимових Олімпійських іграх 2018 року з Рональдом Зільбербергом у танцях на льоду та у командних змаганнях у Пхенчхані. До 2016 року виступала у парному катанні.

## Біографія
Танкова народилася у Дніпропетровську і за походженням є єврейкою. Адель проживає в Хакенсаку.

## Кар'єра
Танкова почала кататися на ковзанах у 2004 році та виступала у парному катанні. Її колишнім партнером був Євген Краснопільський. Потім вона почала виступати в танцях на льоду, її нинішній партнер — Рональд Зільберберг, з яким вона почала кататися з 2016 року. Її тренер і хореограф — Хаїт Галіт.
У 2017/2018 танцювальна пара виграла національний чемпіонат Ізраїлю та посіла 28-е місце на чемпіонаті Європи в Москві.
Танкова та Зільберберг виступали за Ізраїль на зимових Олімпійських іграх 2018 року у змаганнях танцюристів та у командних змаганнях. У короткому танці особистого турніру вони набрали 46,66 бала і не пройшли у фінальну частину, посівши 24 місце.